# Uranotaenia lowii
Uranotaenia lowii är en tvåvingeart som beskrevs av Theobald 1901. Uranotaenia lowii ingår i släktet Uranotaenia och familjen stickmyggor. Inga underarter finns listade i Catalogue of Life.